# Sonate K. 257
La sonate K. 257 (F.205/L.169) en fa majeur est une œuvre pour clavier du compositeur italien Domenico Scarlatti.

## Présentation
La sonate K. 257 en fa majeur, notée Allegro, forme une paire avec la sonate précédente, Andante, qui lui sert de prélude. La K. 257 est une toccata à deux voix (pour Chambure ou Pestelli), mais pour Dean Sutcliffe, c'est plutôt la manière d'une invention qui s'affirme notamment dans sa première section. Dans l'ouverture se trouve un saut d'une octave suivie de la descente de neuvième, incorporée ensuite à la ligne de basse dès la mesure 15 et toujours présent ensuite dans son rythme . La sonate semble tourner sur elle-même en recyclant constamment son matériau et en restant sur la dominante de la mesure 8 à la double barre de mesure. Elle peut aussi suggérer une parodie de mouvement perpétuel. La parenté avec le piano de Haydn peut aussi être évoqué à propos de cette sonate.

Le manuscrit principal est le numéro 22 du volume IV de Venise (1753), copié pour Maria Barbara ; les autres sont Parme VI 12 et Münster II 24.

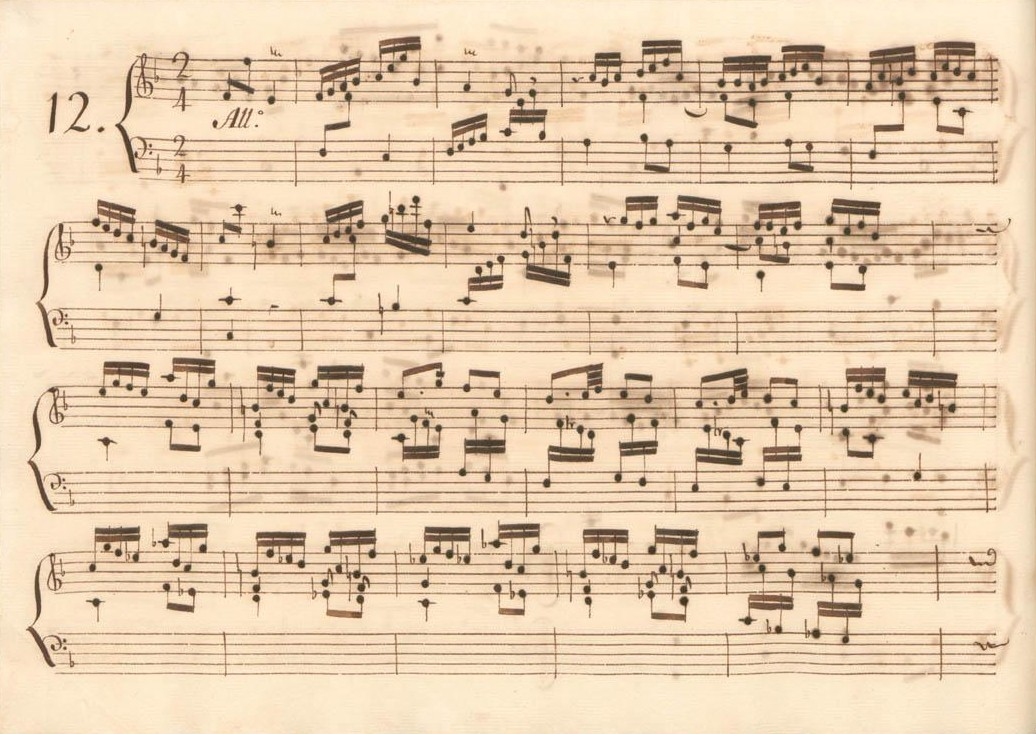
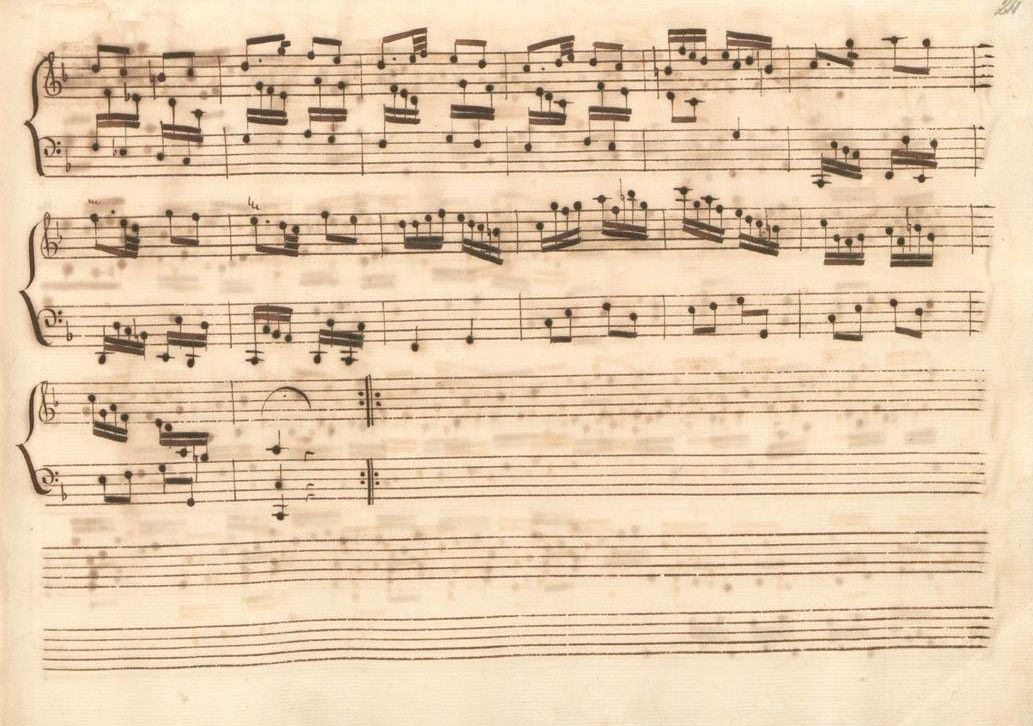

## Interprètes
La sonate K. 257 est défendue au piano, notamment par Gerda Struhal (2007, Naxos, vol. 12) et Carlo Grante (2012, Music & Arts, vol. 3) ; au clavecin par Scott Ross (1985, Erato), Richard Lester (2002, Nimbus, vol. 2) et Pieter-Jan Belder (Brilliant Classics, vol. 6).

## Sources
: document utilisé comme source pour la rédaction de cet article.
- Ralph Kirkpatrick (trad. de l'anglais par Dennis Collins), Domenico Scarlatti, Paris, Lattès, coll. « Musique et Musiciens », 1982 (1re éd. 1953 (en)), 493 p. (ISBN 978-2-7096-0118-4, OCLC 954954205, BNF 34689181).
- * (it) Giorgio Pestelli, Le sonate di Domenico Scarlatti : proposta di un ordinamento chronologica, Turin, Giappichelli, coll. « Archeologia e storia dell'arte » (no 2), 1967, iv-294 (OCLC 313316263, BNF 43197837)
- Alain de Chambure, « Domenico Scarlatti : Intégrale des sonates — Scott Ross », Erato (2564-62092-2), 1985 (OCLC 891183737) .
- (en) W. Dean Sutcliffe, The Keyboard Sonatas of Domenico Scarlatti and Eighteenth-Century Musical Style, Cambridge / New York, Cambridge University Press, 2008, xi-400 (ISBN 978-0-521-07122-2, OCLC 1005658462), p. 188–191.